# NHK文化祭
NHK文化祭（エヌエイチケイぶんかさい）は2000年から2017年まで10月から11月にかけて開催されたNHKのイベント・キャンペーン。

## 概要
NHK放送75周年事業として企画された教育番組の祭典「NHK教育フェア」が2000年から2009年まで開催。2010年からこどもから大人まで対象にした教育文化的・国際的テーマの祭典「NHK文化祭」にリニューアルした。
教育番組国際コンクール「日本賞」と東京都渋谷区のNHK放送センター周辺を会場にした公開イベント「たんけん広場」がメインとなっている。また、開催期間中を中心に関連特別番組がNHK教育テレビ（Eテレ）を中心に編成される。

## NHK教育フェア2000
NHK教育フェア2000「20世紀の最後にNHKは教育を考えます」
開催期間：2000年11月17日 - 11月26日
関連番組
- NHKスペシャル「シリーズ・子どもたちの危機」
  - 第1回 不登校13万人 心の苦しみにどう向きあうか（11月11日 総合）
  - 第2回 ひきこもり 孤立する家族をどう支えるか（11月12日 総合）
- 生活ほっとモーニング「子どもの世界知っていますか」
  - 第1回 小学生たちの放課後（11月21日 総合）
  - 第2回 携帯メールが心をつなぐ（11月22日 総合）
- プロジェクトX〜挑戦者たち〜「ツッパリ生徒と泣き虫先生 伏見工業ラグビー部・日本一への挑戦」（11月21日 総合）
- 徹底トーク　あなたは子どもにどんな人生を望みますか（11月23日 総合、教育）
- シンポジウム 教育・21世紀の人間創造へ（11月24日 教育）
- 教育のIT革命 デジタルで学ぶ日本の里山（11月25日 教育）
- 少年少女プロジェクト特集「10代に聞く 少年犯罪をどう思いますか」（11月25日 教育）
- 未来への教室スペシャル「夢と未知の世界へ」（11月26日 教育）
- 第27回日本賞
  - 日本賞2000 テレビが育む子どもの未来（11月26日 教育）
  - 日本賞記念 地球名曲コンサート（11月26日 教育）

イベント
- 体験!未来のデジタル授業
- 天才てれびくんワイド「体験!未来のデジタルこども番組」

キャラクターショー
| タイトル                                | 出演者                           |
| --------------------------------------- | -------------------------------- |
| ぐ〜チョコランタンショー                | スプー、アネム、ズズ、ジャコビ   |
| いないいないばあっ!ショー               | ワンワン、りなちゃん             |
| つくってあそぼショー                    | ワクワクさん、ゴロリ             |
| まちかどド・レ・ミ&ストレッチマンショー | クルミ、ビーボ、ストレッチマン   |
| どーもくんショー                        | どーもくん、うさじい、たーちゃん |

- NHKアニメ
  - おじゃる丸ショー
  - 忍たま乱太郎ショー

## NHK教育フェア2001
NHK教育フェア2001「ワクワクを、スクスク。」
開催期間：2001年11月7日 - 11月18日
イベント総入場者数：4万6292人
関連番組
- ETV2001「こんな学校に行きたい」
  - 第1回 教師は外で学べ（11月12日 教育）
  - 第2回 みんなの力お借りします（11月13日 教育）
  - 第3回 学校をつくってみませんか（11月14日 教育）
  - 第4回 教授の力が試される（11月15日 教育）
- NHKスペシャル「21世紀 日本の課題 学校を変える」
  - 問われる教師の力（11月17日 総合）
  - 平等から競争へ（11月18日 総合）
- 金曜フォーラム「国際シンポジウム“教育の世紀・メディアは何ができるか”」（11月16日 教育）
- デジタルでおこめを学んだ 仙台市立南小泉小学校5年3組の7か月（11月17日 教育）
- にんげん広場21 生きる意味って何ですか? 真剣10代しゃべり場スペシャル（11月17日 教育）
- シンポジウム「メディア教育を考える メディアリテラシーと新聞・放送」（11月17日 教育）
- 未来への教室スペシャル2001（11月18日 教育）
- 第28回日本賞
  - 「日本賞」36年のあゆみ テレビは教育をどう変えてきたか（11月17日 教育）
  - 日本賞2001 新世紀を生きるこどもたちへ（11月18日 教育）
  - 日本賞記念 地球名曲コンサート（11月18日 教育）

イベント
- NHK放送体験クラブ（2001年11月13日 - 11月18日）
- NHKふれあい広場（2001年11月16日 - 11月18日）

| タイトル                  | 出演者                           |
| ------------------------- | -------------------------------- |
| ぐ〜チョコランタンショー  | スプー、アネム、ズズ、ジャコビ   |
| いないいないばあっ!ショー | ワンワン、りなちゃん             |
| つくってあそぼショー      | ワクワクさん、ゴロリ             |
| まちかどド・レ・ミショー  | クルミ、ナナ                     |
| どーもくんショー          | どーもくん、うさじい、たーちゃん |

## NHK教育フェア2002
NHK教育フェア2002
開催期間：2002年10月28日 - 11月10日
関連番組
- アジアの教室
  - 第1回 中国・明日の夢をつかみとれ!（10月12日 教育）
  - 第2回 インド・学校が楽しい! （10月19日 教育）
  - 第3回 インドネシア 自立の心を育む イスラム寄宿学校の生活（10月26日 教育）
  - 第4回 韓国 “英語”が拓く21世紀 小学校教師の挑戦（11月2日 教育）
- 日本の宿題・学校（10月28日 - 11月6日 月 - 木 教育）
- NHKこどもミュージカル「人間になりたがった猫」（11月4日 教育）
- 第29回日本賞
  - 第29回日本賞 輝け!グランプリ（11月7日 教育）
  - 教育フォーカス「デジタル教材の未来 日本賞ウェブ部門入賞作品から」（11月7日 教育）
  - 第29回日本賞 国際審査委員が見た世界の教育番組（11月8日 教育）
  - 日本賞記念 地球名曲コンサート（11月10日 教育）
- NHKスペシャル「21世紀日本の課題 シリーズ 学ぶ意欲を取りもどせ」
  - 第1回 分かるっておもしろい（11月9日 総合）
  - 第2回 あなたの夢は何ですか（11月10日 総合）
- 情報化が変える学びのかたち 平成14年度放送教育・視聴覚教育全国大会（11月8日 教育）
- 国際シンポジウム
  - デジタルメディアが教育を変える（11月9日 教育）
  - 子どもの発達に望ましいテレビ番組とは何か（11月10日 教育）
- 徹底討論 どうする日本の“学力低下”（11月9日 教育）
- ゆかいにイングリッシュ “さくら”と歌おう（11月10日 教育）

イベント
- NHK秋のふれあい広場（2002年11月2日 - 11月10日）

| タイトル                  | 出演者                           |
| ------------------------- | -------------------------------- |
| ぐ〜チョコランタンショー  | スプー、アネム、ズズ、ジャコビ   |
| いないいないばあっ!ショー | ワンワン、りなちゃん             |
| つくってあそぼショー      | ワクワクさん、ゴロリ             |
| まちかどド・レ・ミショー  | クルミ、ナナ                     |
| どーもくんショー          | どーもくん、うさじい、たーちゃん |

- NHKアニメ
  - 忍たま乱太郎ショー
  - おじゃる丸ショー

## NHK教育フェア2003
NHK教育フェア2003
開催期間：2003年10月29日 - 11月9日
イベント総入場者数：14万2396人
関連番組
- 第30回日本賞
  - 日本賞30回のあゆみ　教育メディアの未来を見つめて （11月1日 教育）
  - 日本賞とNHK（11月3日 - 11月6日 教育）
  - 第30回日本賞受賞番組（11月9日 教育）
  - 世界に輝くグランプリ 第30回日本賞授賞式（11月10日 教育）
- メディアがひらく教育の未来
  - みんなで作ろう!子どもシネマ 秋田県・藤里小学校（11月3日 教育）
  - 情報を読み解く力を鍛える ＩＴ立国フィンランドの試み（11月4日 教育）
  - 教室にアーティストがやってきた 東京都江東区・第四大島小学校（11月5日 教育）
  - 育てよう“話す力”“聞く力” 埼玉県川口市・上青木小学校（11月6日 教育）
  - デジタル時代・変わる教室（11月8日 教育）
- 国際シンポジウム「こどもの願い・おとなの約束 あすの地球社会を築くために」（11月7日 教育）

イベント
- NHK秋のふれあい広場（11月1日 - 11月9日）

| タイトル                      | 出演者                           |
| ----------------------------- | -------------------------------- |
| 坂田おさむ ふれあいコンサート | 坂田おさむ                       |
| ぐ〜チョコランタン小劇場      | スプー、アネム、ズズ、ジャコビ   |
| いないいないばあっ!ショー     | ワンワン、りなちゃん             |
| つくってあそぼ ショー         | ワクワクさん、ゴロリ             |
| 夢りんりん丸ショー            | りょうこキャプテン、ムージュン   |
| ワンワンとあそぼう            | ワンワン                         |
| どーもくんショー              | どーもくん、うさじい、たーちゃん |

NHKアニメ
- 忍たま乱太郎 ショー
- おじゃる丸 ショー

## NHK教育フェア2004
NHK教育フェア2004
2004年10月26日 - 11月7日
関連番組
- 親と子の教育フェア2004（10月30日 教育）
- 第55回放送教育研究会全国大会
  - 地上デジタルがひらく未来の教室 （11月6日 教育）
- 第31回日本賞
  - 日本賞とNHK（11月2日 教育）
  - 世界に輝くグランプリ 第31回日本賞授賞式（11月2日 教育）
  - 氷河を越えて・ブータンからの報告 2003年 第30回日本賞 番組企画部門賞（11月6日 教育）
  - 第31回日本賞受賞番組（11月7日 教育）
- ABU未来への航海「日本からボルネオへ」（11月7日 教育）

イベント
- NHK秋のふれあい広場

NHKキャラクター
| タイトル                 | 出演者                         |
| ------------------------ | ------------------------------ |
| ぐ〜チョコランタン小劇場 | スプー、アネム、ズズ、ジャコビ |
| ワンワンとあそぼうショー | ワンワン                       |
| つくってあそぼ ショー    | ワクワクさん、ゴロリ           |
| ストレッチマン2 ショー   | ストレッチマン                 |

NHKアニメ
- ざわざわ森のがんこちゃんショー

## NHK教育フェア2005
NHK教育フェア2005「どかーんとまるごと教育TV大文化祭」
開催期間：2005年10月24日 - 11月6日
イベント総入場者数：6万7664人
関連番組
- ETVワイド ともに生きる「こんな介護者が欲しい 障害者が語る理想の介護」（10月29日 教育）
- ABU未来への航海「アジアの10代 熱帯雨林の旅」
  - ボルネオの森で学んだこと（10月30日 教育）
  - 体感!焼き畑の村（10月31日 教育）
  - 生命の森からのメッセージ（11月1日 教育）
- サイエンスステージ 実験!実感!静電気の正体（11月3日 総合）
- もっと知りたい学びたい!お役に立ちます 教育テレビ（11月3日 総合）
- 日本音楽の祭典 NHK邦楽技能者育成会50周年記念（11月3日 教育）
- たっぷり見せます!学校放送のツボ（11月3日 教育）
- 第56回放送教育研究会全国大会
  - メディアは教育に何ができるか（11月4日 教育）
  - 地上デジタルが学校をつなぐ（11月4日 教育）
- 親と子のTVスクール「教育フェア2005会場から」（11月5日 教育）
- お父さん出番です! 思春期の子どもと向きあう法（11月5日 教育）
- ETV特集「教育シリーズ 生きていてくれてありがとう “夜回り先生”水谷修のメッセージ 2」（11月5日 教育）
- わくわく授業スペシャル「“はてな”でふくらむ好奇心 有田和正先生の社会科」（11月6日 教育）
- 国際シンポジウム「アジアからの発信」（11月6日 教育）
- 第32回日本賞
  - 未来にチャレンジ!これが世界の教育番組だ（11月6日 教育）
  - 第32回日本賞受賞番組（11月6日 教育）

イベント
- 教育TV どかんとまるごと大文化祭（11月3日 - 11月6日）

| タイトル                              | 出演者                   |
| ------------------------------------- | ------------------------ |
| ワンワンとあそぼうショー              | ワンワン                 |
| えいごであそぼ エリック・ライブ!      | エリック                 |
| つくってあそぼ ワクワクさんとあそぼう | ワクワクさん             |
| ストレッチマン2ショー                 | ストレッチマン、まいどん |

NHKアニメ
- 忍たま乱太郎ショー

同時開催
- アジア教育プロデューサー会議（10月27日 - 10月31日）

## NHK教育フェア2006
NHK教育フェア2006「学びたいは終わらない!」
開催期間：2006年10月24日 - 11月5日
関連番組
- 学びたいは終わらない!教育フェア2006（教育）

放送時間：10月28日 22:00-24:00
司会：徳田章、麻木久仁子
- これが世界の教育番組だ（10月29日 総合）
- 第33回日本賞受賞番組
  - 子ども番組の部（10月31日 教育）
  - グランプリ（11月1日 教育）
  - 青少年番組の部・教育ジャーナルの部（11月2日 教育）
- どかーんと生中継 教育フェア2006（教育）

「NHK秋のふれあい広場」の生放送番組。
放送時間
11月3日 09:00-12:10
11月4日 09:00-11:45 13:00-16:00
出演：徳田章、林マヤ、高見映（ノッポさん）、村井美樹、麻木久仁子、住田隆
- デジタルで授業が変わる（11月3日 教育）
- 競演!科学マジックスペシャル（11月3日 総合）
- 中学生日記「おやじから君たちへ」（11月3日 教育）
- ETV特集「教育シリーズ 生きていてくれてありがとう “夜回り先生”水谷修のメッセージ アンコール」（11月3日 教育）
- ETVワイド ともに生きる「いじめを考えよう 特集・金曜かきこみTV」（11月4日 教育）
- ETV特集「学校が変わる 子どもが変わる 民間人校長・4年目の挑戦」（11月4日 教育）
- 小学校に英語がやってくる? 教室で何が起きているか（11月5日 教育）

イベント
- NHK放送体験クラブ（10月24日 - 11月5日 NHKスタジオパーク）
- 第7回NHKアジア・フィルム・フェスティバル（11月1日 - 11月5日 みんなの広場ふれあいホール）
- おかあさんといっしょファミリーコンサート（11月1日 - 11月4日 NHKホール）
- NHK秋のふれあい広場（11月2日 - 11月5日）

| タイトル                          | 出演者                                                                              |
| --------------------------------- | ----------------------------------------------------------------------------------- |
| ワンワンとあそぼうショー          | ワンワン                                                                            |
| つくってあそぼショー              | ワクワクさん、ゴロリ                                                                |
| キャラクター大集合 ステージショー | エリック、マイケル、ジェニカ、ストレッチマン 乱太郎、きり丸、しんべヱ、がんこちゃん |

同時開催
- アジア教育プロデューサー会議（10月26日 - 10月30日）
- 渋谷区くみんの広場（11月3日 みんなの広場ふれあいホール）

## NHK教育フェア2007
NHK教育フェア2007「学びたい!は終わらない」
開催期間：2007年10月23日 - 11月4日
イベント総入場者数：9万1643人
関連番組
- わくわく授業スペシャル「わたしの すきな がっこう」（10月27日 教育）
- 第34回日本賞
  - 世界が教育を見つめた七日間（11月2日 総合）
  - 第34回日本賞受賞番組（11月2日 - 11月3日 教育）
- 生放送!教育フェア2007 きょうは丸ごとETV祭り（11月3日09:00-11:40,13:00-16:00 教育）

イベント
- NHK放送体験クラブ（10月23日 - 11月4日 NHKスタジオパーク）
- NHK秋のふれあい広場（11月1日 - 11月4日）

| タイトル                                        | 出演者                           |
| ----------------------------------------------- | -------------------------------- |
| ワンワンとあそぼうショー                        | ワンワン                         |
| ストレッチマンとあそぼうショー                  | ストレッチマン                   |
| えいごであそぼショー                            | エリック、レスリー、ケボ、モッチ |
| つくってあそぼショー                            | ワクワクさん、ゴロリ             |
| モリゾー・キッコロ 森へ行こうよ! ステージショー | モリゾー、キッコロ               |

- NHKアニメ
  - 忍たま乱太郎 キャラクターショー
  - おしりかじり虫 ダンス
- おかあさんといっしょファミリーコンサート（11月1日 - 11月4日 NHKホール）
- 食料フェスティバル・東京（11月3日 - 11月4日）
- 第8回NHKアジア・フィルム・フェスティバル（11月1日 - 11月5日 みんなの広場ふれあいホール）

同時開催
- アジア教育プロデューサー会議（10月25日 - 10月29日）
- 渋谷区くみんの広場（11月3日 みんなの広場ふれあいホール）

## NHK教育フェア2008
NHK教育フェア2008「学びたい!は終わらない」
開催期間：2008年10月22日 - 11月3日
イベント総入場者数：9万3029人
関連番組
- 天才てれびくんMAX ビットワールド～緊急生放送！閉じ込められたトーヤを救え！（9月26日 教育）
- ETV特集
  - 里山保育が子どもを変える（10月13日 教育）
  - 里山で子どもたちが輝く（10月26日 教育）
- 第35回日本賞
  - Education 2.0 激変する世界の教育（10月18日 総合、10月31日 教育）
  - 第35回日本賞授賞式（11月2日 教育）
  - 第35回日本賞受賞番組（11月3日 教育）
- 第59回放送教育研究会全国大会
  - メディアで開く教育新時代（10月19日 教育）
- リトル・チャロ ケータイで試そうあなたの英語力2（10月19日 教育）
- ABU未来への航海「モンゴルからフィリピンへ」（10月25日 教育）
- 土よう親じかん 秋のスペシャル「“子育ての鉄則!”それってホント?」（10月25日 教育）
- 未来へ届け ハーモニー～第75回NHK全国学校音楽コンクール（10月26日 教育）
- ハートをつなごう「依存症」（10月27日 - 10月28日 教育）
- ソレイユキラキラの私、見つけた。（10月31日 教育）
- ラジオ体操80周年記念放送（11月1日 教育）
- どーんと生放送 教育フェア2008 学びたい!は終わらない

放送時間
11月1日 09:50-11:15 13:00-16:00（教育）
11月2日 10:05-11:30（総合）
11月3日 09:00-11:00（教育）
司会：中條誠子、稲塚貴一
- 健康スペシャル2008“脱メタボ!”（11月1日 教育）
- ETVワイド ともに生きる「LGBT」（11月1日 教育）
- めざせ!会社の星　拡大スペシャル「天国?地獄?“転職”の極意」（11月1日 教育）
- きょうの料理クッキングコンテスト（11月2日 教育）
- デジスタ・ティーンズ2008（10月31日 BS2、11月2日 教育）

イベント
- NHK放送体験クラブ（10月22日 - 10月31日 NHKスタジオパーク）
- NHKファミリー放送体験クラブ（11月1日 - 11月3日 NHKスタジオパーク）
- NHK秋のふれあい広場（10月31日 - 11月3日）

| タイトル                       | 出演者               |
| ------------------------------ | -------------------- |
| ワンワンとあそぼうショー       | ワンワン             |
| つくってあそぼショー           | ワクワクさん、ゴロリ |
| ストレッチマンとあそぼうショー | ストレッチマン       |

- NHKアニメ
  - 忍たま乱太郎　キャラクターショー
  - ざわざわ森のがんこちゃんショー
- おかあさんといっしょファミリーコンサート（10月31日 - 11月3日 NHKホール）
- ふるさとの食・にっぽんの食 東京フェスティバル（11月1日 - 11月2日）
- 第9回NHKアジア・フィルム・フェスティバル（11月1日 - 11月5日 みんなの広場ふれあいホール）

同時開催
- アジア教育プロデューサー会議（10月23日 - 10月28日）
- 渋谷区くみんの広場（11月2日 - 11月3日 みんなの広場ふれあいホール）

## NHK教育フェア2009
NHK教育フェア2009「学ぶ冒険」
開催期間：2009年10月22日 - 11月3日
イベント総入場者数：9万1853人
関連番組
- 生放送!ETV50学ぶ冒険 NHK教育フェア2009

放送時間：10月31日 09:50-11:15 13:00-17:00（教育）
司会：中條誠子，稲塚貴一
- 第36回日本賞
  - 第36回日本賞授賞式 輝け!教育コンテンツ（11月1日 教育）
  - 第36回日本賞受賞作品（11月2日 教育）
- ABU未来への航海「アジアの10代からの環境メッセージ」（11月3日 教育）

イベント
- NHK秋のふれあい広場（10月31日 - 11月3日）

| タイトル                 | 出演者                           |
| ------------------------ | -------------------------------- |
| ワンワンとあそぼうショー | ワンワン                         |
| えいごであそぼショー     | エリック、ジェニー、ケボ、モッチ |
| つくってあそぼショー     | ワクワクさん、ゴロリ             |
| シャキーン!ステージ★2009 | あやめちゃん                     |
| どーもくんショー         | どーもくん、うさじい、たーちゃん |

- おかあさんといっしょファミリーコンサート（10月31日 - 11月3日 NHKホール）
- 第10回NHKアジア・フィルム・フェスティバル（10月24日 - 10月29日 みんなの広場ふれあいホール）
- きょうの料理食堂（NHK放送センター5階食堂の一般開放）
- ふるさとの食・にっぽんの食 東京フェスティバル（10月31日 - 11月1日）

同時開催
- アジア教育プロデューサー会議（10月23日 - 10月28日）
- 渋谷区くみんの広場（10月31日 - 11月1日 みんなの広場ふれあいホール）

## NHK文化祭2010
NHK文化祭2010
開催期間：2010年10月20日 - 11月7日
イベント総入場者数：5万4956人
関連番組
- デジスタ・ティーンズ@ASIA（10月27日 教育）
- 第37回日本賞
  - 世界の教育コンテンツ最前線 進化する双方向スタイル（10月30日 教育）
  - 第37回日本賞授賞式 輝け!教育コンテンツ世界一（10月31日 教育）
  - 秋の夜長はまなびかふぇ 日本賞 教育コンテンツ国際コンクール（11月5日 教育）

イベント
- NHK文化祭たんけん広場2010（10月30日 - 11月3日）

| タイトル                            | 出演者                           |
| ----------------------------------- | -------------------------------- |
| えいごであそぼショー                | エリック、ジェニー、ケボ、モッチ |
| シャキーン!ステージ★2010            | あやめちゃん                     |
| シャキーン!&アイ!マイ!まいん!ショー | あやめちゃん、まいん             |
| つくってあそぼショー                | ワクワクさん、ゴロリ             |

- NHKアニメ
  - 忍たま乱太郎キャラクターショー
- おかあさんといっしょファミリーコンサート（10月31日 - 11月3日 NHKホール）
- 第11回NHKアジア・フィルム・フェスティバル（10月23日 - 10月27日 みんなの広場ふれあいホール）
- どーもくん食堂（NHK放送センター5階食堂の一般開放）
- ふるさとの食・にっぽんの食 東京フェスティバル

同時開催
- アジア教育プロデューサー会議（10月22日 - 10月27日）

## NHK文化祭2011
NHK文化祭2011
開催期間：2011年10月15日 - 11月6日
イベント総入場者数：7万0689人
関連番組
- 第38回日本賞授賞式 輝け!教育コンテンツ世界一（10月30日 Eテレ）
- きょうの料理 クッキングコンテスト2011（11月5日 総合）

イベント
- NHK文化祭たんけん広場2011（11月3日 - 11月6日）

| タイトル                        | 出演者                                                        |
| ------------------------------- | ------------------------------------------------------------- |
| えいごであそぼショー            | エリック、ジェニー、ケボ、モッチ                              |
| シャキーン!ステージ★2011        | あやめちゃん、あゆちゃん                                      |
| にほんごであそぼ 元気コンサート | ゆい、つばさ、りか、りょうたろう おおたか静流、うなりやベベン |

- NHKアニメ
  - ざわざわ森のがんこちゃんスペシャルショー いのちの水をまもれ!
- どーもくん食堂（NHK放送センター5階食堂の一般開放）
- 第12回NHKアジア・フィルム・フェスティバル（10月15日 - 10月19日）
- おかあさんといっしょファミリーコンサート（11月3日 - 11月6日 NHKホール）
- ふるさとの食・にっぽんの食 東京フェスティバル（11月5日 - 11月6日）

同時開催
- アジア教育プロデューサー会議（10月22日 - 10月27日）

## NHK文化祭2012
NHK文化祭2012
開催期間：2012年10月18日 - 11月4日
関連番組
- 第39回日本賞授賞式 輝け!教育コンテンツ世界一（11月3日 Eテレ）
- ABUデジスタ・ティーンズ2012（11月3日 Eテレ）
- きょうの料理55年 クッキングコンテスト2012（11月4日 Eテレ）

イベント
- おかあさんといっしょファミリーコンサート（11月1日 - 11月4日 NHKホール）
- NHK文化祭たんけん広場2012（11月3日 - 11月4日）

| タイトル                 | 出演者             |
| ------------------------ | ------------------ |
| シャキーン!ステージ★2012 | あゆちゃん、ナオト |

- NHKアニメ
  - ざわざわ森のがんこちゃん スペシャルショー　プリンプリンと大ぼうけん!
- ふるさとの食・にっぽんの食 東京フェスティバル（11月3日 - 11月4日）

同時開催
- アジア教育プロデューサー会議（10月20日 - 10月25日）

## NHK文化祭2013
NHK文化祭2013
開催期間：2013年10月17日 - 11月4日
イベント
- おかあさんといっしょファミリーコンサート（11月1日 - 11月4日 NHKホール）
- NHK文化祭たんけん広場2013（11月2日 - 11月4日）

| タイトル                                     | 出演者 |
| -------------------------------------------- | --- |
| 「初音ミク」×「フカヨミ」ダンスでわっしょい! | シュッシュ、ポッポ                                                                                               |
| ワンワンとあそぼうショー                     | ワンワン |
| シャキーン!ステージ★2013                     | あゆちゃん、ナオト                                                                                               |
| ノージーのひらめき工房ショー                 | ノージー、タノチーミー                                                                                           |
| ストレッチマンⅤショー                        | ストレッチマンレッド、ストレッチマンピンク ストレッチマンオレンジ、ストレッチマンパープル ストレッチマングリーン |
| にほんごであそぼ 元気コンサート （公開収録） | コニちゃん、おおたか静流、うなりやベベン ラッキィ池田、子どもたち                                                |

NHKアニメ
- おしりかじり虫キャラクターショー
- はなかっぱキャラクターショー
- 銀河銭湯パンタくん×ざわざわ森のがんこちゃん スペシャルショー

その他
- ワラッチャオ スペシャルショー（公開収録）

- ふるさとの食・にっぽんの食 東京フェスティバル（11月2日 - 11月3日）

## NHK文化祭2014
NHK文化祭2014
：開催期間：2014年10月15日 - 11月3日
イベント
- おかあさんといっしょファミリーコンサート（10月31日 - 11月3日 NHKホール）
- NHK文化祭たいけん広場2014（11月1日 - 11月3日）

| タイトル                                                   | 出演者 |
| ---------------------------------------------------------- | --- |
| ワンワンパッコロ!キャラともワールドショー                  | ワンワン、パックン、リン、コロン、めいちゃん 坂田おさむ、アネム、たーちゃん、ぴっころ                                            |
| みいつけた!ステージでショー                                | スイちゃん、コッシー、サボさん、オフロスキー                                                                                     |
| ワンワンとあそぼうショー                                   | ワンワン |
| どーもくんショー                                           | どーもくん、うさじい、たーちゃん                                                                                                 |
| のばしてのばして20年!ストレッチマンとあそぼう （公開収録） | ストレッチマン、ストレッチマンレッド ストレッチマンピンク、ストレッチマンオレンジ ストレッチマンパープル、ストレッチマングリーン |
| シャキーン! ステージ★2014                                  | あゆちゃん、ナオト |

- NHKアニメ
  - 銀河銭湯パンタくん ステージショー
  - はなかっぱ キャラクターショー
  - ルルロロわくわくコンサート
- ふるさとの食・にっぽんの食 東京フェスティバル（11月1日 - 11月2日）

## NHK文化祭2015
NHK文化祭2015
開催期間：2015年10月15日 - 11月1日
イベント
- おかあさんといっしょファミリーコンサート（10月31日 - 11月3日 NHKホール）
- NHK文化祭たいけん広場2015（10月31日 - 11月1日）

NHKキャラクターショー
| タイトル                                              | 出演者 |
| ----------------------------------------------------- | --- |
| ワンワンパッコロ!キャラともワールドショー             | ワンワン、パックン、リン、コロン、めいちゃん 坂田おさむ、けっさくくん                                                            |
| のびーる！「ストレッチマン」ショー                    | ストレッチマン、ストレッチマンレッド ストレッチマンピンク、ストレッチマンオレンジ ストレッチマンパープル、ストレッチマングリーン |
| にほんごであそぼ ちーむ・をとめ座と一緒に「恋そめし」 | ちーむ・をとめ座 |
| えいごであそぼ “へんてこダンス”をおどろう！           | BO、BEA |

NHKアニメ・人形劇
- 「ざわざわ森のがんこちゃん」スペシャル人形劇ショー『もうすぐ20周年だよ、全員集合～！』（ウェルカムステージ）

その他
- キャラクターとあそぼう！（屋外）
- キャラクター・グリーティング（ウェルカムステージ）
- ワラッチャオ スペシャルショー（ウェルカムステージ）
- 食のステージ～キャラクターショー～（ウェルカムステージ）

## NHK文化祭2016
NHK文化祭2016
開催期間：2016年10月15日 - 11月6日
イベント
- おかあさんといっしょファミリーコンサート（11月3日 - 11月6日 NHKホール）
- NHK文化祭たいけん広場2016（11月5日 - 11月6日）

NHKキャラクターショー
| タイトル                                        | 出演者 |
| ----------------------------------------------- | --- |
| えいごであそぼ 発音クイズショー                 | エリック |
| のっび～る！パワー全開！！ストレッチマンⅤショー | ストレッチマン、ストレッチマンレッド ストレッチマンピンク、ストレッチマンオレンジ ストレッチマンパープル、ストレッチマングリーン |
| にほんごであそぼ ミニコンサート                 | ちーむ☆ひこ星、ちーむ・をとめ座 ラッキィ池田                                                                                     |
| 親子でクッキング♪スペシャルキッチン＆トーク     | イチゴ、アオイ、ハッサク |
| 親子でクッキング♪スペシャルキッチン＆トーク     | めいちゃん |

NHKアニメ
- ざわざわ森のがんこちゃん 放送20周年スペシャル

## NHK文化祭2017
NHK文化祭2017
開催期間：2017年10月15日 - 11月4日
イベント
- おかあさんといっしょファミリーコンサート（11月2日 - 11月5日 NHKホール）
- NHK文化祭たいけん広場2017（11月3日 - 11月4日）

NHKキャラクターショー
| タイトル                                                                       | 出演者 |
| ------------------------------------------------------------------------------ | --- |
| のっび～る！ストレッチマンVショー ～危うしストレッチマン！カテイカ怪人登場！？ | ストレッチマンレッド、ストレッチマンピンク ストレッチマンオレンジ、ストレッチマンパープル ストレッチマングリーン |
| 親子でクッキング♪スペシャルキッチン＆トーク                                    | めいちゃん |
| コレナンデ商会 コレナンデ寄席「コレナン亭ぶる丸」                              | |
| えいごであそぼ with Orton みんなで挑戦！マジカルリズムショー                   | |

NHK人形劇
- 銀河銭湯パンタくん　ステージショー

## 関連行事
- Nスポ!